# Elisabeth Ekman
Hedda Maria Elisabeth Emerence Adelaide Ekman (født Åkerhielm i 1862 på Dylta Mølle, Axbergs sn (Ör.) og død 25. maj 1936 i Stockholm (Hedv. EL) var en svensk botaniker (18. december 1862 - 25. maj 1936) særligt kendt for hendes arbejde med slægten Draba.
Hendes forældre var courtierschalken friherre Christian Wilhelm Åkerhielm af Margaretelund og Hedvig Marianne Virgin. Gift den 11. juni 1891 med Jacob Otto Ekman (2. marts 1853 i Stockholm - 3. oktober 1897).
International Plant Name Index angiver 26 taxa som beskrevet af Elisabeth Ekman (autornavn E.Ekman).

## Udvalgte publikationer
- Elisabeth Ekmen (1936) Några ord om släktet Draba's utbredning, Svensk Botanisk Tidskrift: Volym 30: Häfte 4[3]
- Elisabeth Ekmen (1934) Contribution to the Draba Flora of Greenland VII, Svensk Botanisk Tidskrift: Volym 28: Häfte 1[4]
- Elisabeth Ekmen (1932) Contribution to the Draba Flora of Greenland IV, Svensk Botanisk Tidskrift: Volym 26: Häfte 3-4[5]
- Elisabeth Ekmen (1931) Contribution to the Draba Flora of Greenland. III, Svensk Botanisk Tidskrift: Volym 25: Häfte 4[6]
- Elisabeth Ekmen (1927) Notes on some Greenland Antennariae, Svensk Botanisk Tidskrift: Volym 21: Häfte 1[7]
- Elisabeth Ekmen (1927) Några växtlokaler för Antennaria alpina (L.) Gaertn. hanform, Svensk Botanisk Tidskrift: Volym 21: Häfte 1, 1927[8]